# Covaleda
Covaleda település Spanyolországban, Soria tartományban. Covaleda Vinuesa, Salduero, Molinos de Duero, Soria, Duruelo de la Sierra és Viniegra de Abajo községekkel határos. Lakosainak száma 1574 fő (2024).

## Népesség
A település népessége az elmúlt években az alábbi módon változott:
| Lakosok száma | 2034 | 2024 | 1962 | 1919 | 1850 | 1809 | 1749 | 1680 | 1601 | 1574 |
|               | 2001 | 2004 | 2007 | 2009 | 2012 | 2014 | 2017 | 2019 | 2022 | 2024 |